# Farnham
Farnham este un oraș în comitatul Surrey, regiunea South East, Anglia. Orașul se află în districtul Waverley.